# Анте Бакотић
Анте Бакотић – Бако (Сињ, 14. јун 1921 — логор Јасеновац, 22. април 1945) био је учесник Народноослободилачке борбе и један од организатора пробоја из Јасеновца 22. априла 1945. године.

## Биографија
Рођен је 1921. године у Сињу. Основну школу и два разреда гимназије похађао је у родном граду, али је из неразјашњених разлога прекинуо школовање и започео изучавање столарског заната. Због лоших услова рада, напустио је науковање. Године 1936, уписао је Војно-техничку школу хемијског смера у Крушевцу, коју је с успехом завршио у класи 1939. године. Затим се запослио у Сарајеву у једну од војних индустрија у својству хемијског техничара.
Године 1939. примљен је у чланство Комунистичке партије Југославије. Пошто је јануара 1942. рад његове партијске ћелије био откривен, био је присиљен да се склони у родни Сињ. Тамо се неко време скривао, након чега је ступио у партизане. Већ у пролеће 1942. био је ухапшен с једном групом партизана у долини Неретве и преко сарајевског затвора депортован у концентрациони логор Јасеновац.
О детаљима његовог боравка у логору до априла 1945. готово да и нема никаквих података, што није необично будући да су усташе пред повлачење уништиле велик део документације. Заточеник Чедомил Хубер сећа се да је Бакотић спадао у заточенике с дугим логорашким стажом. Преживели заточеник Илија Ивановић сећа се да је Бакотић био његов добар познаник из хемијске радионице у логору. Упркос тешком стању у логору, Анте је организовао партијску организацију и илегално радио с члановима КПЈ и СКОЈ-а.
Немци су с усташама у априлу 1945. у Загребу одржали састанак и тада се договорили да побију све преостале заточенике у Јасеновцу како не би остало живих сведока њихових злочина у логору. До 21. априла усташе су започели с уништавањем логора. Последња група од 80-ак жена-заточеница побијена је 21. априла, а преосталих 1073 заточеника знали су да их чека иста судбина. Анте Бакотић био је један од идејних организатора припрема пробоја из логора у „Циглани“, заједно с осталим члановима партијске организације. Договорени су састави десетина од којих је свака имала свој задатак током пробоја, а сам пробој требало је да уследи на Бакотићев знак.
Ујутру 22. априла око 10 часова, на Бакотићев повик „Напред другови!“, десетине су разбиле капије и прозоре и појуриле према слободи. Убрзо су логораши почели да падају под мецима из усташких митраљеза, а међу њима је био и Анте Бакотић. Бакотићеве последње тренутке живота описали су преживели учесници пробоја, Миле Ристић и Чедомил Хубер. Ристић је изјавио: „Када смо изашли кроз капију смртно је погођен Анте. Застао сам да му помогнем. Наредио ми је да идем напред и да неко мора остати жив. Последњом снагом, видео сам, одвукао се до обале реке Саве и у њеним таласима се изгубио.“ С друге стране, Хубер пише: „Сећам се да сам видео Анту Бакотића како иде по путу, кораком а плућа му се надимају као ковачки мехови. Позвао сам га да сиђе к мени и да иде овим мртвим углом. Он је само одмахнуо руком и није пошао доле. Тако га је погодио метак и он се срушио у Саву.“
Од последња 1073 заточеника логора, пробој је преживело њих 117 из Циглане и 11 из Кожаре.

## Спомен
После рата, на његовој родној кући постављена је спомен-плоча.
Дана 31. октобра 2009. године, тадашњи председник РХ Стјепан Месић, открио је спомен-плочу на родној кући Анте Бакотића, која се налази на Пијаци, на укрштењу Трга краља Томислава и Улице Пут Петровца, на истом месту с којега је средином 1990-их година, због обнављања прочеља, скинута и оштећена првобитна плоча, која је похрањена у Музеју Цетинске крајине.
Његовим именом названо је признање које је Јавна установа Спомен-подручје Јасеновац 12. маја 2013. године, на 68. годишњицу пробоја, доделила живућим учесницима пробоја а постхумно и свим осталим заточеницима концентрационог логора Јасеновац који су преживели пробој.

## Оскрнављење спомен-плоче
Током ноћи с 23. на 24. фебруар 2013. године непознати вандал или више њих покушали су да скину спомен-плочу с прочеља и приликом тог вандалског чина плоча је делимично оштећена. Спомен-плоча враћена је сутрадан, 25. фебруара 2013. године.